# Sharp Airlines
Sharp Airlines — региональная авиакомпания, штаб-квартира которой находится в Гамильтоне (Австралия). Базовыми аэропортами являются аэропорт Портленда, аэропорт Аделаиды и аэропорт Лонсестона.
Авиакомпания Sharp Airlines была основана в 1990 году. Компанией-учредителем является Sharp Aviation Pty. Ltd.

## Воздушный флот

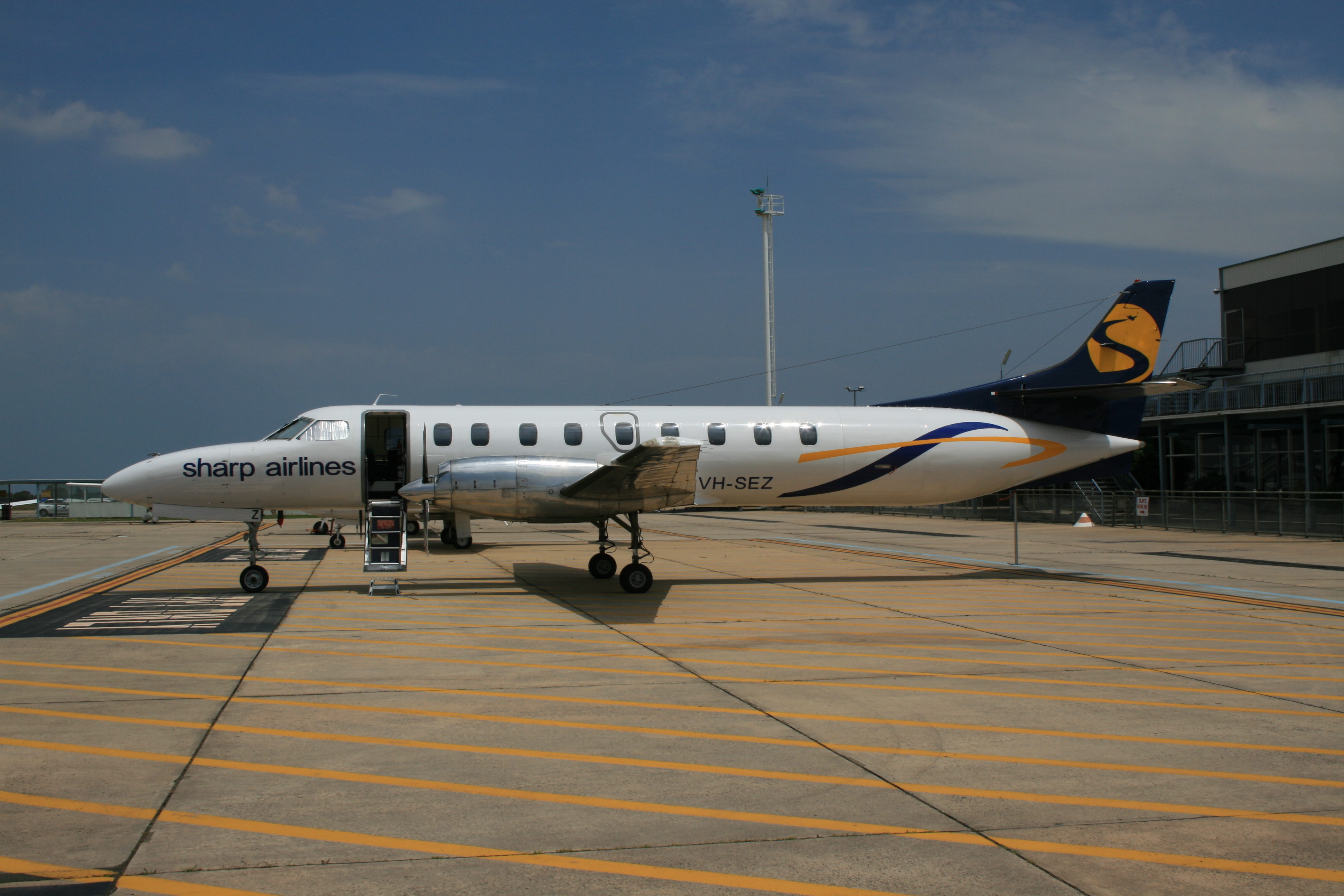
Самолёт Fairchild Metro III авиакомпании Sharp Airlines в аэропорту Эссендон

По состоянию на сентябрь 2011 года воздушный флот авиакомпании Sharp Airlines составляли следующие самолёты:

## Маршрутная сеть
В сентябре 2011 года маршрутная сеть регулярных пассажирских перевозок авиакомпании Sharp Airlines включала в себя следующие пункты назначения:
| Город             | Страна    | ИАТА | ИКАО | Аэропорт                 |
| Аделаида          | Австралия | ADL  | YPAD | Аэропорт Аделаиды        |
| Авалон            | Австралия | AVV  | YMAV | Аэропорт Авалон          |
| Гамильтон         | Австралия | HLT  | YHML | Аэропорт Гамильтона      |
| Лонсестон         | Австралия | LST  | YMLT | Аэропорт Лонсестона      |
| Мельбурн-Эссендон | Австралия | MEB  | YMEN | Аэропорт Эссендон        |
| Остров Флиндерс   | Австралия | FLS  | YFLI | Аэропорт Флиндерс-Айленд |
| Порт-Огаста       | Австралия | PUG  | YPAG | Аэропорт Порт-Огаста     |
| Портленд          | Австралия | PTJ  | YPOD | Аэропорт Портленда       |

С 28 апреля 2008 года Sharp Airlines осуществляла регулярные рейсы в аэропорт Милдьюры, но они были прекращены 28 апреля 2011 года.
C октября 2010 года Sharp Airlines обслуживает аэропорт острова Флиндерс, который до этого обслуживался самолётами авиакомпании Airlines of Tasmania.